# French Open 1978 (Badminton)
Die French Open 1978 im Badminton fanden vom 1. bis zum 2. April 1978 in Le Havre-Beauville statt. Es war die 48. Auflage des Championats.

## Titelträger und Finalisten
| Disziplin    | Gold                             | Silber                        |
| ------------ | -------------------------------- | ----------------------------- |
| Herreneinzel | Gregor Berden                    | Leon Douglas                  |
| Dameneinzel  | Alison Bryson                    | C. Barr                       |
| Herrendoppel | Andy Goode Richard Purser        | John Taylor Colin Bell        |
| Damendoppel  | Elizabeth Adam M. Jack           | Alison Bryson Linda Gardner   |
| Mixed        | Richard Purser Patricia Assinder | Alan Gilliland Elizabeth Adam |